# Dicea (Calcídica)

Mapa de la Antigua Macedonia con la ubicación de Dicea, en la parte occidental de la Península Calcídica, junto al golfo Termaico.

Dicea (en griego, Δίκαια "justa") es el nombre de una antigua ciudad griega situada en las proximidades del golfo Termaico.
Es citada por Plinio el Viejo, que dice que era una de las ciudades de la costa macedónica y la sitúa a continuación de Terma.
La ciudad perteneció a la liga de Delos puesto que aparece en varias listas de tributos a Atenas entre 454/3 y 429/8 a. C. Sus habitantes se llamaban diceopolitas (Δικαιοπολῖται). Los testimonios epigráficos y numismáticos indican que en su origen la ciudad debió ser una colonia de Eretria.
Se conservan monedas de plata acuñadas por Dicea, algunas de ellas de un estilo parecido al de monedas de Eretria, fechadas entre los años 500 y 350 a. C.
También aparece en una inscripción del año 378/7 a. C. donde se nombra a sus habitantes como pertenecientes a la Segunda Liga ateniense y aparece atestiguada también en una lista de teorodocos de Epidauro del año 360/59 a. C., donde se la sitúa en una sucesión de ciudades, entre Enea y Potidea.